# Romane Portail
Pour les articles homonymes, voir Portail (homonymie).
 (décembre 2024).
Si vous disposez d'ouvrages ou d'articles de référence ou si vous connaissez des sites web de qualité traitant du thème abordé ici, merci de compléter l'article en donnant les références utiles à sa vérifiabilité et en les liant à la section « Notes et références ».
Romane Portail est une actrice française.

## Biographie
Elle a étudié à l'ENSATT à Lyon. Elle a fait un stage de théâtre dans l'atelier de Jordan Beswick à Paris. Elle a étudié au conservatoire à rayonnement départemental d'Orléans (classe pré-professionnelle)[réf. nécessaire].

## Filmographie

### Cinéma
- 2014 : On voulait tout casser de Philippe Guillard : La femme en double file
- 2016 : Le Fils de Jean de Philippe Lioret : Carine
- 2017 : L'Ascension de Ludovic Bernard : Florence Monget

### Télévision
- 2009 : Les Bleus, premiers pas dans la police, saison 3
- 2009 : Louis XV, le Soleil noir, documentaire-fiction de Thierry Binisti : Madame de Pompadour
- 2010 : Le Grand Ménage : Sybille
- 2010 : La Belle Endormie : la Reine des Neiges
- 2011 : Simple question de temps: Vera Balmer
- 2013 : Joséphine, ange gardien, épisode Pour la vie : Camille Fresnay
- 2014 : RIS police scientifique, saison 9
- 2014 : Commissaire Magellan, épisode Chaud devant : Clara
- 2015 : Falco, saison 2 et 3 : Éléonore
- 2015 : Section de recherches, saison 9
- 2015 : Crime à Aigues-Mortes : Marion Demaison
- 2015 : Meurtres à Collioure : Victoria
- 2016 : Mallory, saison 1 : Raphaëlle Lindberg
- 2016 : L'Accident de Edwin Baily : Anne Clermont
- 2016 : Le Mec de la tombe d'à côté
- 2017 : Munch, épisode Dernière danse : Laure Debray
- 2018 : Un adultère : Lola
- 2019 : Demain nous appartient, épisode 482 et le prime Le Piège : Clara
- 2019 : L'Héritage de Laurent Dussaux : Marianne Perrin
- 2019 : Olivia, épisode Souvenirs, souvenirs : Catherine Loriot
- 2020 : Les Petits Meurtres d'Agatha Christie, saison 3, épisode La nuit qui ne finit pas : Anna Miller
- 2020 : La Garçonne de Paolo Barzman : Coco Chanel
- 2020 : Spy City, minisérie de William Boyd : Severine Bloch
- 2021 : HPI de Vincent Jamain et Laurent Tuel, Saison 1, épisode 8 "Homme de peu de foi" : Émilie
- Depuis 2022 : Léo Matteï : Lieutenant Marion Dacosta
- 2022 : Les Combattantes : Jeanne Charrier
- 2024 : Mercato de David Hourrègue : la femme de Thomas Chevalier
- 2024 : La Recrue : épisode 5 « La vie de château » : Cécile  Delauney
- 2025 : Mademoiselle Holmes : saison 2, épisode 6 Jour J : Audrey Roy

## Théâtre
- 2009 : L'Ingénu
- 2011 : Les Femmes Savantes
- 2012 : Les Montagnes Russes
- 2015 : Le Médecin malgré lui